# Památník osvobození v Novém Jičíně
Památník osvobození v Novém Jičíně, nazývaný také Památník Družba, je vysoký památník v Novém Jičíně v okrese Nový Jičín. Geograficky se nachází v Podbeskydské pahorkatině v Moravskoslezském kraji.

## Historie a popis díla
Monumentální památník z období socialistického Československa se nachází na katastrálním území Nový Jičín-Dolní Předměstí, na místě mnoha dřívějších organizovaných mítinků poplatných tehdejší době. Existovaly návrhy na jeho odstranění, ale na rozdíl od mnoha jiných podobných děl socialistického realismu, tento památník nebyl zničen a stal se tak cenným historickým svědectví o minulosti. Památník byl odhalen 6. listopadu 1976 v předvečer výročí Velké říjnové socialistické revoluce. Autorem díla je sochař z blízkého Frenštátu pod Radhoštěm Karel Vašut. Památník, který také symbolizuje tehdejší době poplatné přátelství se Sovětským svazem, je i připomínkou událostí osvobození Nového Jičína a je evidován ministerstvem obrany České republiky jako pietní válečné hrobové místo. Ústředním motivem pomníku je sousoší stojícího rudoarmějce v nadživotní velikosti jako symbolu vítězství ve druhé světové válce. Vedle rudoarmějce stojí napravo žena (snad dělnice) a nalevo příslušník Lidových milicí s puškou na rameni. Celé sousoší je umístěné na odstupňovaném vysokém soklu ve tvaru kvádru s umístěnou sovětskou pěticípou hvězdou.

## Další informace
Místo je celoročně volně přístupné. Sádrový model celého památníku je umístěn ve sbírkách Muzea Novojičínska.

## Galerie

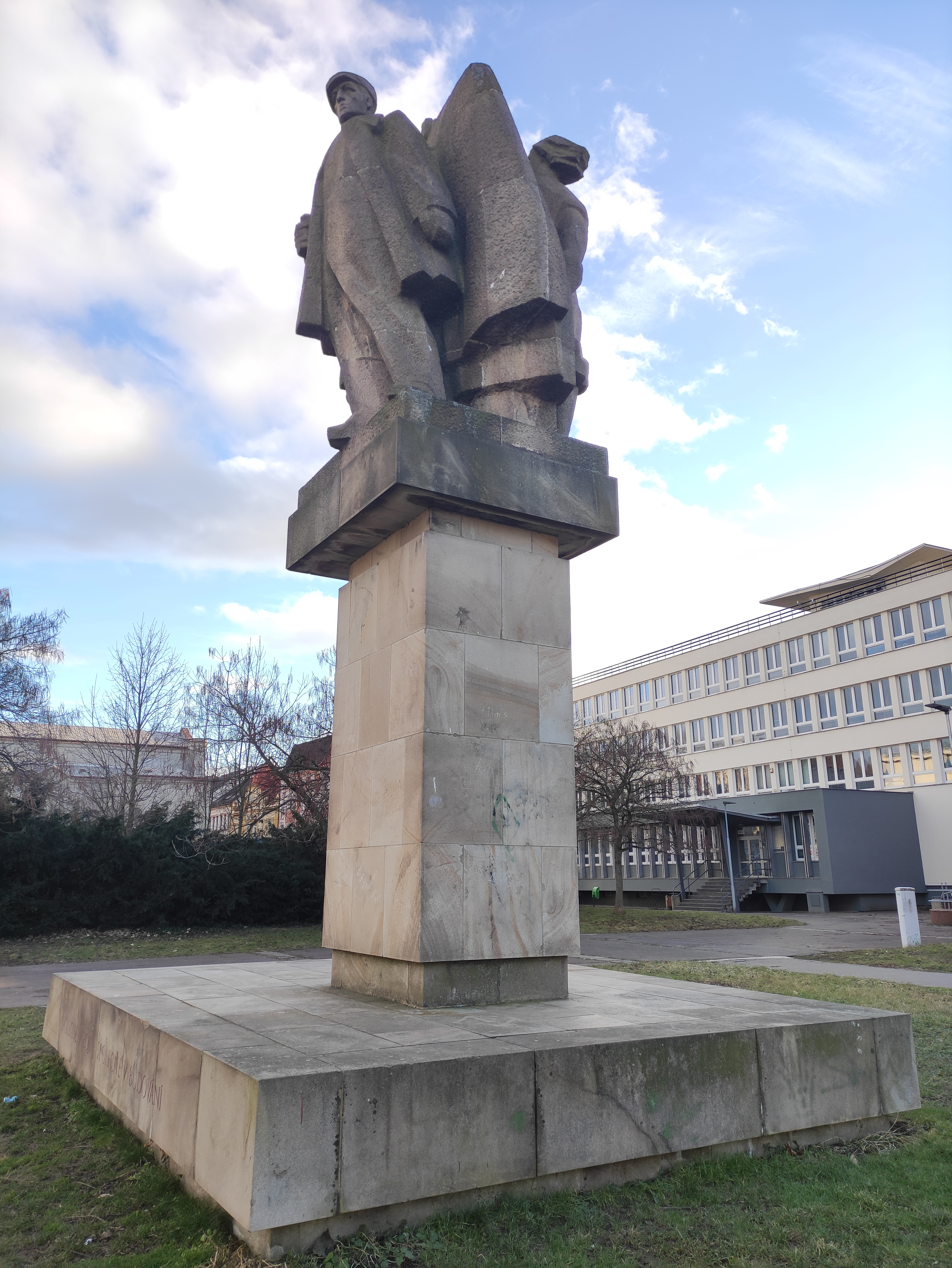
Boční pohled
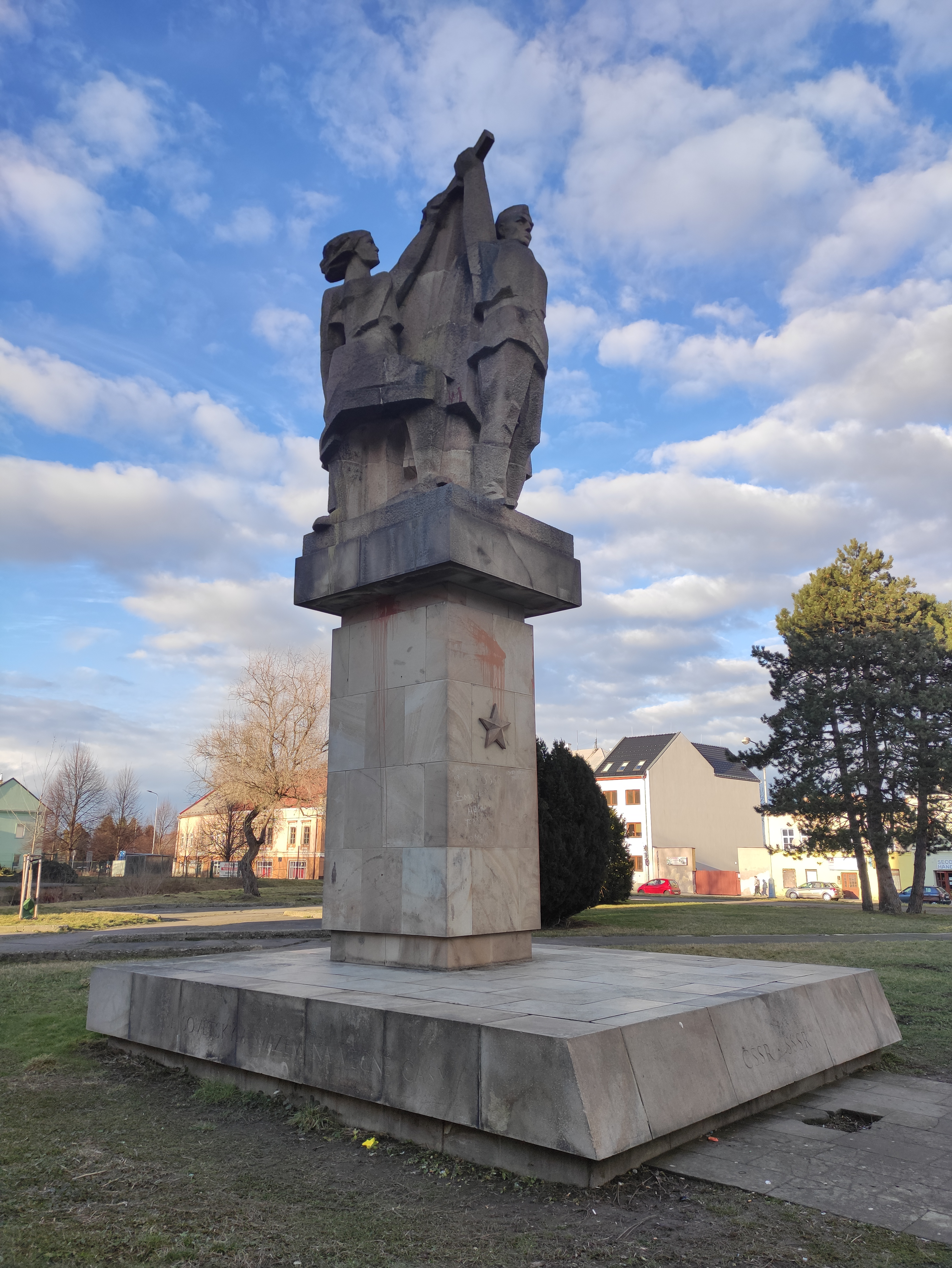
Šikmý pohled